# Rudolf Zukal (ekonom)
Rudolf Zukal (10. října 1927 – 26. srpna 2004) byl český a československý ekonom, pedagog a politik, za normalizace signatář Charty 77, po sametové revoluci poslanec Sněmovny lidu Federálního shromáždění za Občanské fórum, později za Klub poslanců sociálně demokratické orientace.

## Biografie
Působil jako ekonom a vysokoškolský učitel. V roce 1953 absolvoval VŠE Praha. V letech 1953-1970 pak na této škole působil jako pedagog. Po nástupu normalizace ho počátkem 70. let zaměstnal podnik Státní rybářství Praha, kde v letech 1970-1990 pracoval jako buldozerista. V roce 1977 se stal signatářem Charty 77. V rámci disentu rozvíjel ekonomickou kritiku vládnoucího režimu. Jeho statě se šířily v opisech a v roce 1983 jeho studii Nazývejme věci pravými jmény otiskl samizdatový list Ekonomická revue. V 80. letech se účastnil bytových seminářů na ekonomická témata. Koncem 80. let zasedal v redakční radě ilegálních Lidových novin. V roce 1990 se vrátil na VŠE.
Ve volbách roku 1990 zasedl do Sněmovny lidu (volební obvod Jihomoravský kraj) za OF. Po rozkladu Občanského fóra v roce 1991 přešel do poslanecké frakce Klubu poslanců sociálně demokratické orientace. Ve Federálním shromáždění setrval do voleb roku 1992. Byl předsedou hospodářského výboru sněmovny.